# Prvenstvo Hrvatske u odbojci 1994./95.
Prva hrvatska odbojkaška liga za 1994./95. je predstavljala četvrto izdanje najvišeg ranga odbojkaškog prvenstva Hrvatske. 
Sudjelovala su ukupno dvadeset i četiri kluba, a prvak je četvrti put zaredom bila Mladost iz Zagreba.

## Doigravanje za prvaka
| klub1                                                                                                | klub2           | rezultati       |
| četvrtzavršnica                                                                                      | četvrtzavršnica | četvrtzavršnica |
| --- | --------------- | --------------- |
| Novi Zagreb                                                                                          | Željezničar     | 3:0, 0:3, 0:3   |
| Rijeka                                                                                               | Metalac-OLT     | 0:3, 0:3        |
| Karlovac                                                                                             | Varaždin        | 0:3, 0:3        |
| Akademičar                                                                                           | Mladost ZG      | 0:3, 0:3        |
| |                 |                 |
| za 5. – 8. mjesto                                                                                    |                 |                 |
| Akademičar                                                                                           | Karlovac        | 2:3, 2:3        |
| Novi Zagreb                                                                                          | Rijeka          | 1:3, 1:3        |
| |                 |                 |
| poluzavršnica                                                                                        |                 |                 |
| Varaždin                                                                                             | Mladost ZG      | 1:3, 0:3        |
| Metalac-OLT                                                                                          | Željezničar     | 3:0, 3:2        |
| |                 |                 |
| za 7. mjesto                                                                                         |                 |                 |
| Novi Zagreb                                                                                          | Akademičar      | 1:3, 0:3        |
| |                 |                 |
| za 5. mjesto                                                                                         |                 |                 |
| Karlovac                                                                                             | Rijeka          | 1:3, 1;3        |
| |                 |                 |
| za 3. mjesto                                                                                         |                 |                 |
| Varaždin                                                                                             | Željezničar     | 3:0, 0:3        |
| |                 |                 |
| za prvaka                                                                                            |                 |                 |
| Metalac-OLT                                                                                          | Mladost ZG      | 1:3, 3:0        |
| |                 |                 |
| rezultat podebljan - domaća utakmica za klub1 rezultat normalne debljine - gostujuća utakmica kluba1 |                 |                 |

## Konačni poredak
1. Mladost, Zagreb
2. Metalac-OLT, Osijek
3. Željezničar, Osijek
4. Varaždin, Varaždin
5. Rijeka, Rijeka
6. Karlovac, Karlovac
7. Akademičar, Zagreb
8. Novi Zagreb, Zagreb
9. Elektra, Osijek
10. Mirnapack, Rovinj
11. Metaval, Sisak
12. Mladost, Kaštel Lukšić
13. Zrinski - Vibrobeton, Nuštar
14. Marjan, Split
15. Domagoj, Opuzen
16. Industrogradnja, Zagreb
17. Meiko, Čakovec
18. Šibenik, Šibenik
19. Glumina, Čazma
20. Opatija, Opatija
21. Mladost - Veronika, Županja - Domaljevac
22. Daruvar, Daruvar